# Клубный кубок UNCAF 1984
1. перенаправление Турнир Фратернитад 1984